# Bernard Inom
Bernard Inom (Reunión, 25 de agosto de 1973) es un deportista francés que compitió en boxeo. Ganó una medalla de plata en el Campeonato Mundial de Boxeo Aficionado de 1995, en el peso minimosca.
En diciembre de 2001 disputó su primera pelea como profesional. En su carrera profesional tuvo en total 27 combates, con un registro de 24 victorias, 4 derrotas y un empate.

## Palmarés internacional
| Campeonato Mundial | Campeonato Mundial | Campeonato Mundial | Campeonato Mundial |
| Año                | Lugar              | Medalla            | Categoría          |
| ------------------ | ------------------ | ------------------ | ------------------ |
| 1995               | Berlín (Alemania)  | Medalla de plata   | 48 kg              |